# Holland Roden
Holland Marie Roden (Dallas, 7 de outubro de 1986) é uma atriz norte-americana, mais conhecida por interpretar Lydia Martin na série de televisão, da MTV, Teen Wolf.

## Biografia
Roden nasceu na cidade de Dallas, no estado do Texas. Ela frequentou a Hockaday School, uma escola particular somente para meninas. Oriunda de uma família médica, se formou em biologia molecular e estudos femininos na UCLA, e passou três anos e meio na educação pré-médica, com o objetivo de se tornar cirurgiã cardiotorácica, antes de atuar em tempo integral.
Holland tem uma irmã chamada Taylor Roden, e dois irmãos chamado Scott Roden e Ryan Roden.
Entre 2015 e 2016, Holland namorou com o ator estadunidense Max Carver, a quem namorou durante mais ou menos 1 ano. Os dois se conheceram durante as gravações da primeira parte da série de televisão "Teen Wolf (3.ª temporada)", exibida pela MTV, o qual os dois atuavam juntos.

## Carreira
A atriz começou a atuar na série de televisão estadunidense "Teen Wolf", exibida originalmente pela MTV. Entre 2011 até 2017, a Holland apareceu em todas as seis temporadas como "Lydia", e por isso Holland acabou se tornando a única atriz que acabou aparecendo em quase todos os cem episódios totais (Holland apareceu em 94 episódios) das seis temporadas da série da MTV. Holland foi a atriz que mais teve participações em episódios, se igualando quase ao protagonista, o lobisomem verdadeiro alfa ou alfa genuíno "Scott MacCall" (que aparece em todos episódios), interpretado pelo ator estadunidense Tyler Posey. Holland só não esteve presente em dois episódios dos doze episódios totais da 2ª temporada, e depois em quatro episódios dos 24 episódios totais da 3ª temporada da série da MTV.
Em 2011, Holland fez os testes para interpretar a caçadora "Allison Argent" (que ficou com a atriz estadunidense Crystal Reed), uma das protagonistas centrais das primeiras três temporadas da série, mas não conseguiu o papel e os produtores pediram para que Holland fizesse o teste para interpretar a "Lydia Martin", por que eles gostaram muito dela. Holland quase desistiu de fazer o teste para Lydia, pois todas as garotas que iriam fazer a audição eram super modelos, loiras e altas e ela não era. Ela fez o teste e conseguiu o papel, o Jeff Devis, criador e produtor executivo de Teen Wolf, disse que a personagem Lydia Martin seria secundária, quase não teria falas, seria burra, teria apenas interesse em Allison pois era a novata e só "amaria" o Jackson Whittemore (interpretado por Colton Haynes), o seu namorado, por ele ser o capitão do time de lacrosse, foi Holland que mudou isso. Lydia Martin é muito inteligente, mas era insegura e fingia que era burra, via um potencial em Allison e realmente amava Jackson e a personagem se tornou uma criatura sobrenatural, uma Banshee, um dos seres mais poderosos do seriado que sente a morte, consegue falar com o mundo exterior e pode rachar um crânio com o seu grito. Jeff Davis disse que ele e os roteiristas gostaram tanto de Holland que eles disseram "Ela é boa, vamos escrever mais para ela."
Em 2017, após terminar as gravações da sexta e última temporada de "Teen Wolf" da MTV, a Holland entrou para o elenco principal da terceira temporada de "Channel Zero: Butcher’s Block" do Syfy, um canal de televisão estadunidense por assinatura, onde ela interpreta a personagem chamada de "Zoe Woods", uma garota que sofre com dependências químicas. A série do Syfy retrata histórias baseadas em crapypastas populares, sendo uma série de televisão de horror, sobrenatural e drama.
Em 2018, Holland protagonizou a série de terror e suspense "Lore" do serviço do Amazon Prime Video, a série retrata o tema sobrenatural, vampiros, lobisomens, fantasmas, é uma serie de terror onde será tratado do medo que foi mantido enterrado, selado, fechado. O folclore, no entanto, tem o poder de deixar a porta aberta, permitindo que histórias vivam e sejam contadas, para nos assustarem e nos assombrarem. Holland interpretou a "Bridget Cleary" na série do Amazon Prime Video.
Em 2019, Holland gravou o filme de terror e suspense "Escape Room 2", que tem direção de Adam Robitel. No elenco do filme, também está a atriz Indya Moore da série de televisão "Pose" do canal FX, e o ator Thomas Cocquerel de "The 100". O filme inicialmente estava previsto para ser lançado no início de 2020; porém teve o seu lançamento temporariamente adiado provavelmente por causa do Covid-19, que mexeu com vários calendários de lançamentos de novos filmes.
E ainda em 2019, a Hollan gravou o filme de suspense "Follow Me" da produtora estadunidense Voltage Pictures, que também tem no elenco nomes já bem conhecidos como o ator Keegan Allen, o intérprete de “Toby Cavanaugh” da série de televisão "Pretty Little Liars" do ABC Family.

## Campanhas de ativismo
Fora ao talento para a atuação e a beleza, a Holland Roden também participa de diversas campanhas em prol da paz, a favor dos direitos da comunidade LGBT, campanhas anti-bullying e racismo.
Na Comic-Con de San Diego de 2016, na Califórnia, quando ela estava promovendo a sexta temporada de Teen Wolf, a Holland Roden usou a camiseta da organização "You can pee next to me", uma campanha que luta pelos direitos dos LGBTs.
Em junho de 2020, Holland publicou várias mensagens na sua página oficial no instagram em meio aos protestos do "#BlackLivesMatter", ocorrido principalmente nos Estados Unidos, devido a violência policial estadunidense.
Frequentemente, a Holland Roden utiliza as suas páginas oficiais nas redes sociais, principalmente a sua página oficial no instagram para demonstrar apoio a diversas causas sociais.
No dia 12 de julho de 2020, Holland Roden anunciou oficialmente através de uma publicação na sua página oficial no instagram, que lançaria um projeto do qual estava trabalhando durante o isolamento social devido a pandemia de Covid-19.
Em 19 de julho de 2020 (um domingo), Holland lançou oficialmente para o público a sua página oficial de vídeos no YouTube, intitulada "Hollandays", em um nítido trocadilho com a junção do seu primeiro nome Holland e a palavra portuguesa "dias" (que em inglês é traduzido como "days". Nesse mesmo dia, também foi liberado o primeiro vídeo oficial do projeto, e em menos de 5 horas de lançamento da página e do primeiro vídeo, a página oficial do projeto de Holland Roden no YouTube já contava com mais de 8 mil inscritos.

## Filmografia

### Televisão
| Ano       | Titulo                        | Papel           | Nota                                        |
| --------- | ----------------------------- | --------------- | ------------------------------------------- |
| 2019      | Jane The Novela               | Sienna          |                                             |
| 2018      | Macgyver                      | Eileen Brennan  | Episode: "Revenge + Catacombs + Le Fantome" |
| 2018      | Channel Zero: Butcher’s Block | Zoe Woods       | Elenco principal, temporada 3               |
| 2017      | Lore                          | Bridget Cleary  | Elenco principal, episódio 3                |
| 2012      | Grey's Anatomy                | Gretchen Shaw   | Episódio 11, temporada 8                    |
| 2011-2017 | Teen Wolf                     | Lydia Martin    | Elenco principal; 6 temporadas              |
| 2011      | Memphis Beat                  | Jill Simon      | Episódio 3, temporada 2                     |
| 2010      | The Event                     | Violet (nova)   | Episódio 6                                  |
| 2010      | Criminal Minds                | Rebecca Daniels | Episódio 20, temporada 5                    |
| 2009      | Community                     | Garota          | Episódio 10, temporada 1                    |
| 2009      | Weeds                         | Yogurt Peddler  | Episódio 1, temporada 5                     |
| 2008      | Cold Case                     | Missy Gallavan  | Episódio 4, temporada 6                     |
| 2008      | Lost                          | Emily Locke     | Episódio 11, temporada 4                    |
| 2008      | 12 Miles of Bad Road          | Bronwyn         | Episódios 3-4-5                             |
| 2007      | CSI                           | Kira Dellinger  | Episódio 7, temporada 8                     |

### Cinema
| 2021 | Escape Room 2                                    | Pós Produção                    |                |      |           |      |                |
| 2021 | ""Ted Bundy"": Mente Assassina                   | Protagonista Kathleen McChesney | Longa Metragem | 2020 | No Escape | Erin | Longa-metragem |
| 2016 | Fluffy                                           | Leah Feeney                     | Curta metragem |      |           |      |                |
| 2015 | Cry of Fear                                      | Lydia                           | Longa-metragem |      |           |      |                |
| 2013 | House of Dust                                    | Gabby                           | Longa-metragem |      |           |      |                |
| 2011 | Morning Love                                     | Garota                          | Curta-metragem |      |           |      |                |
| 2011 | Charlie Brown: Blockhead's Revenge               | Peppermint Patty                | Curta-metragem |      |           |      |                |
| 2009 | Bring It On: Fight to the Finish As Apimentadas. | Skyler                          | Longa-metragem |      |           |      |                |
| 2004 | Back at the Ranch                                | Dawn Leatherwood                | Curta-metragem |      |           |      |                |
| 2004 | Consideration                                    | Angela                          | Curta-metragem |      |           |      |                |

## Prêmios e indicações
| Ano  | Prêmio                 | Categoria                                                                         | Trabalho indicado        | Resultado |
| ---- | ---------------------- | --------------------------------------------------------------------------------- | ------------------------ | --------- |
| 2017 | Teen Choice Awards     | Melhor atriz- Serie de verao                                                      | Lydia Martin (Teen Wolf) | Venceu    |
| 2017 | Teen Choice Awards     | Melhor casal em serie de TV ( com Dylan O'Brien)                                  | Stydia (Teen Wolf)       | Indicado  |
| 2017 | Teen Choice Awards     | Melhor elenco (com Tyler Posey,Dylan O'Brien, Shelley Hennig, e Dylan Sprayberry) | Teen Wolf                | Venceu    |
| 2015 | Saturn Award           | Melhor performance em serie de TV                                                 | Teen Wolf                | Venceu    |
| 2013 | Young Hollywood Awards | Melhor elenco (com Tyler Posey, Crystal Reed,Dylan O'Brien e Tyler Hoechlin)      | Teen Wolf                | Venceu    |